# Сан Хосе (Алмерия)
Вижте пояснителната страница за други значения на Сан Хосе.
Сан Хосѐ (на испански: San José) е село в Испания, община Нихар, в провинция Алмерия в южна Андалусия. Сан Хосе е обичано място за почивка и е разположено в близост до народния парк „Кабо де гата - Нихар“ на югоизточното крайбрежие на Испания. Населението на Сан Хосе през 2009 е 912 жители, но през летните месеци населението се увеличава до 20 хил. души. Плажът на Сан Хосе се намира в един страничен залив на Коста де Алмерия.
Южно от Сан Хосе в залива Плая де лос Геновесес (исп. Playa de los Genoveses) и Плая де Монсул (исп. Playa de Mónsul) са разположени дълги пясъчни ивици. Двата плажа са едни от най-хубавите в цяла Испания, а този в Плая де Монсул е използван като декор на много филми.

## История
Първите данни за човешко заселване в региона се намират в Лос Ескулос, около 8 км северно от Сан Хосе и датират от каменната епоха. От каменно-медната епоха са останките от първите жилища на т.нар. Лос Миларес-Култура (2500 до 1800 пр.н.е.) и Ел-Аргар-Култура (1800 до 1300 пр.н.е.). Тези селища са разположени в близост до медните мини в околността на днешен Сан Хосе. Културата залязва около 1000 до 800 пр.н.е.
Между 1733 и 1735 по заповед на крал Филип V Испански се изгражда крепостта Сано Хосе. Тя е разполагала с три батареи и е служила за охрана на Коста де Алмерия от пирати. Близките заливи Геновезе и Игуера (исп. Cala Genoveses и Cala Higuera) са използвани от пирати като място за набавяне на прясна вода и провизии. След изгражандето на крепостта тук се заселват рибари и създават малко рибарско селище със същото име.